# Élections cantonales de 1931 en Ille-et-Vilaine
Les élections cantonales françaises de 1931 ont eu lieu les 18 et 25 octobre 1931.

## Assemblée départementale sortante
| Parti                                          | Sigle    | Élus |
| ---------------------------------------------- | -------- | ---- |
| Gauche (23 sièges)                             |          |      |
| Républicain de Gauche                          | Rép.G    | 12   |
| Radical indépendant                            | Rad.ind  | 7    |
| Radical-socialiste                             | Rad-Soc  | 3    |
| Section française de l'Internationale ouvrière | SFIO     | 1    |
| Droite (20 sièges)                             |          |      |
| Conservateur                                   | Conserv. | 10   |
| Fédération républicaine                        | URD      | 8    |
| Parti démocrate populaire                      | PDP      | 2    |
| Président du conseil général                   |          |      |
| Jean-Marie Maugère (Républicain de gauche)     |          |      |

## Assemblée départementale élue
| Parti                                          | Sigle    | Élus   |
| ---------------------------------------------- | -------- | ------ |
| Gauche (25 sièges)                             |          |        |
| Républicain de Gauche                          | Rép.G    | 11 ↓ 1 |
| Radical indépendant                            | Rad.ind  | 9 ↑ 2  |
| Radical-socialiste                             | Rad-Soc  | 3      |
| Section française de l'Internationale ouvrière | SFIO     | 1      |
| Parti républicain-socialiste                   | Rép-Soc  | 1 ↑ 1  |
| Droite (18 sièges)                             |          |        |
| Conservateur                                   | Conserv. | 9 ↓1   |
| Fédération républicaine                        | URD      | 7 ↓1   |
| Parti démocrate populaire                      | PDP      | 2      |
| Président du conseil général                   |          |        |
| Jean-Marie Maugère (Républicain de gauche)     |          |        |

## Résultats pour le conseil général

### Arrondissement de Rennes

#### Canton de Rennes-Nord-Est
| Candidats | Candidats           | Étiquette              | Premier tour | Premier tour | Ballotage | Ballotage |
| Candidats | Candidats           | Étiquette              | Voix         | %            | Voix      | %         |
| --------- | ------------------- | ---------------------- | ------------ | ------------ | --------- | --------- |
|           | Prudent Porée       | Républicain socialiste | 1 760        | 37,14        | 2 425     | 51,19     |
|           | Armand Le Douarec * | URD-PDP                | 1 581        | 33,36        | 2 294     | 48,43     |
|           | Paul Robert         | Conservateur           | 1 312        | 27,69        |           |           |
|           | François Riffaud    | Communiste             | 84           | 1,77         |           |           |
|           |                     |                        |              |              |           |           |
| Inscrits  | Inscrits            | Inscrits               | 6 991        |              | 6 991     |           |
| Votants   | Votants             | Votants                | 4 802        | 68,69        | 4 799     | 68,65     |
| Exprimés  | Exprimés            | Exprimés               | 4 739        | 98,69        | 4 737     | 98,71     |

*sortant

#### Canton de Rennes-Sud-Est
|          | Eugène Quessot * | SFIO         | 3 170 | 62,75 |  |  |
|          | Eugène Delahaye  | Conservateur | 1 585 | 31,37 |  |  |
|          | Pierre Martin    | Communiste   | 282   | 5,58  |  |  |
|          |                  |              |       |       |  |  |
| Inscrits | Inscrits         | Inscrits     | 7 788 |       |  |  |
| Votants  | Votants          | Votants      | 5 237 | 67,25 |  |  |
| Exprimés | Exprimés         | Exprimés     | 5 052 | 96,47 |  |  |

*sortant

#### Canton de Chateaugiron
Francis Guérault (URD) élu depuis 1922 est mort en 1930.
Jean-Baptiste Gendry (Républicain de gauche) est élu lors de la partielle qui a suivi le 31 août 1930.
|          | Jean-Baptiste Gendry * | Républicain de gauche | 1 440 | 86,18 |  |  |
|          |                        |                       |       |       |  |  |
| Inscrits | Inscrits               | Inscrits              | 2 763 |       |  |  |
| Votants  | Votants                | Votants               | 1 671 | 60,48 |  |  |
| Exprimés | Exprimés               | Exprimés              | 1 557 | 93,18 |  |  |

*sortant

#### Canton de Janzé
André de Villoutreys (Conservateur) élu depuis 1907 ne se représente pas.
|          | Léon Thébault  | Radical indépendant | 1 269 | 50,92 |  |  |
|          | Désiré Arondel | Conservateur (*)    | 1 220 | 48,96 |  |  |
|          |                |                     |       |       |  |  |
| Inscrits | Inscrits       | Inscrits            | 2 918 |       |  |  |
| Votants  | Votants        | Votants             | 2 533 | 86,81 |  |  |
| Exprimés | Exprimés       | Exprimés            | 2 492 | 98,38 |  |  |

*sortant

#### Canton de Mordelles
|          | Robert de Toulouse-Lautrec * | Conservateur | 1 203 | 93,33 |  |  |
|          |                              |              |       |       |  |  |
| Inscrits | Inscrits                     | Inscrits     | 1 751 |       |  |  |
| Votants  | Votants                      | Votants      | 1 289 | 73,62 |  |  |
| Exprimés | Exprimés                     | Exprimés     | 1 211 | 93,95 |  |  |

*sortant

### Ancien arrondissement de Montfort

#### Canton de Montfort-sur-Meu
|          | Émile Beauchef *   | Républicain de gauche | 2 246 | 88,43 |  |  |
|          | Jean-Louis Rolland | URD                   | 270   | 10,63 |  |  |
|          |                    |                       |       |       |  |  |
| Inscrits | Inscrits           | Inscrits              | 3 504 |       |  |  |
| Votants  | Votants            | Votants               | 2 710 | 77,34 |  |  |
| Exprimés | Exprimés           | Exprimés              | 2 540 | 93,73 |  |  |

*sortant

#### Canton de Montauban-de-Bretagne
|          | Joseph Carillet * | URD      | 1 473 | 89,38 |  |  |
|          |                   |          |       |       |  |  |
| Inscrits | Inscrits          | Inscrits | 2 114 |       |  |  |
| Votants  | Votants           | Votants  | 1 648 | 77,96 |  |  |
| Exprimés | Exprimés          | Exprimés | 1 595 | 96,78 |  |  |

*sortant

#### Canton de Saint-Méen-le-Grand
| Candidats | Candidats            | Étiquette             | Premier tour | Premier tour | Ballotage | Ballotage |
| Candidats | Candidats            | Étiquette             | Voix         | %            | Voix      | %         |
| --------- | -------------------- | --------------------- | ------------ | ------------ | --------- | --------- |
|           | Jules de Tersannes * | Radical-socialiste    | 1 026        | 41,01        | 1 102     | 44,24     |
|           | Henri Letort         | Républicain de gauche | 773          | 30,90        | 1 369     | 54,96     |
|           | Rousin               | Conservateur          | 618          | 24,70        |           |           |
|           |                      |                       |              |              |           |           |
| Inscrits  | Inscrits             | Inscrits              | 2 968        |              | 2 970     |           |
| Votants   | Votants              | Votants               | 2 610        | 87,94        | 2 539     | 85,49     |
| Exprimés  | Exprimés             | Exprimés              | 2 502        | 95,86        | 2 491     | 98,11     |

*sortant

### Ancien arrondissement de Vitré

#### Canton de Vitré-Est
Henri Le Templier (Conservateur) élu depuis 1913 est mort en 1928.
Jean Tauriac (Républicain de gauche) a été élu lors de la partielle qui a suivi.
| Candidats | Candidats                 | Étiquette             | Premier tour | Premier tour | Ballotage | Ballotage |
| Candidats | Candidats                 | Étiquette             | Voix         | %            | Voix      | %         |
| --------- | ------------------------- | --------------------- | ------------ | ------------ | --------- | --------- |
|           | Alexis Méhaignerie (père) | Conservateur          | 1 409        | 49,51        | 1 571     | 53,27     |
|           | Jean Tauriac *            | Républicain de gauche | 1 347        | 47,33        | 1 378     | 46,73     |
|           |                           |                       |              |              |           |           |
| Inscrits  | Inscrits                  | Inscrits              | 3 322        |              | 3 322     |           |
| Votants   | Votants                   | Votants               | 2 897        | 87,21        | 2 967     | 89,31     |
| Exprimés  | Exprimés                  | Exprimés              | 2 846        | 98,24        | 2 949     | 99,39     |

*sortant

#### Canton d'Argentré-du-Plessis
Charles de Sallier-Dupin (Conservateur) élu depuis 1919 ne se représente pas.
|          | Paul Lemée  | URD                   | 1 447 | 59,47 |  |  |
|          | Paul Orhand | Républicain de gauche | 986   | 40,53 |  |  |
|          |             |                       |       |       |  |  |
| Inscrits | Inscrits    | Inscrits              | 2 718 |       |  |  |
| Votants  | Votants     | Votants               | 2 455 | 90,32 |  |  |
| Exprimés | Exprimés    | Exprimés              | 2 433 | 99,10 |  |  |

*sortant

#### Canton de La Guerche-de-Bretagne
Émile Bonnelière (Conservateur) élu depuis 1923 est mort en 1931.
Joseph Bodard (Républicain de gauche) est élu lors de la partielle qui a suivi.
|          | Joseph Bodard * | Républicain de gauche | 2 443 | 89,75 |  |  |
|          |                 |                       |       |       |  |  |
| Inscrits | Inscrits        | Inscrits              | 3 310 |       |  |  |
| Votants  | Votants         | Votants               | 2 722 | 82,24 |  |  |
| Exprimés | Exprimés        | Exprimés              | 2 506 | 92,07 |  |  |

*sortant

### Arrondissement de Saint-Malo

#### Canton de Saint-Malo
|          | Alphonse Gasnier-Duparc * | Radical-socialiste    | 2 381 | 70,72 |  |  |
|          | Joseph Maloisel           | Républicain de gauche | 475   | 14,11 |  |  |
|          | Albert Wilhem             | SFIO                  | 358   | 10,63 |  |  |
|          |                           |                       |       |       |  |  |
| Inscrits | Inscrits                  | Inscrits              | 5 277 |       |  |  |
| Votants  | Votants                   | Votants               | 3 498 | 66,29 |  |  |
| Exprimés | Exprimés                  | Exprimés              | 3 367 | 96,26 |  |  |

*sortant

#### Canton de Chateauneuf-d'Ille-et-Vilaine
|          | Pierre Lainé * | Radical indépendant | 1 480 | 92,62 |  |  |
|          |                |                     |       |       |  |  |
| Inscrits | Inscrits       | Inscrits            | 2 683 |       |  |  |
| Votants  | Votants        | Votants             | 1 598 | 59,56 |  |  |
| Exprimés | Exprimés       | Exprimés            | 1 499 | 93,81 |  |  |

*sortant

#### Canton de Dinard
Paul Crolard (Républicain socialiste) élu depuis 1913 est mort en 1930.
Guy La Chambre (Radical indépendant) est élu lors de la partielle qui suit.
|          | Guy La Chambre * | Radical indépendant | 2 484 | 91,76 |  |  |
|          |                  |                     |       |       |  |  |
| Inscrits | Inscrits         | Inscrits            | 4 694 |       |  |  |
| Votants  | Votants          | Votants             | 2 707 | 57,67 |  |  |
| Exprimés | Exprimés         | Exprimés            | 2 510 | 92,72 |  |  |

*sortant

#### Canton de Dol-de-Bretagne
|          | Charles Stourm * | URD      | 2 147 | 94,17 |  |  |
|          |                  |          |       |       |  |  |
| Inscrits | Inscrits         | Inscrits | 3 658 |       |  |  |
| Votants  | Votants          | Votants  | 2 280 | 62,33 |  |  |
| Exprimés | Exprimés         | Exprimés | 2 170 | 95,18 |  |  |

*sortant

#### Canton de Tinténiac
|          | Alphonse Simon * | Radical indépendant (ex Républicain de gauche) | 1 041 | 60,45 |  |  |
|          | Frédéric Le Dô   | URD                                            | 659   | 38,27 |  |  |
|          |                  |                                                |       |       |  |  |
| Inscrits | Inscrits         | Inscrits                                       | 2 330 |       |  |  |
| Votants  | Votants          | Votants                                        | 1 865 | 80,04 |  |  |
| Exprimés | Exprimés         | Exprimés                                       | 1 722 | 92,33 |  |  |

*sortant

### Arrondissement de Fougères

#### Canton de Fougères-Nord
|          | Georges Le Pannetier de Roissay * | Conservateur | 2 642 | 64,44 |  |  |
|          | Joseph Fournier                   | SFIO         | 1 446 | 35,27 |  |  |
|          |                                   |              |       |       |  |  |
| Inscrits | Inscrits                          | Inscrits     | 6 071 |       |  |  |
| Votants  | Votants                           | Votants      | 4 197 | 69,13 |  |  |
| Exprimés | Exprimés                          | Exprimés     | 4 100 | 97,69 |  |  |

*sortant

#### Canton d'Antrain
|          | Émile Ferron * | Radical-Socialiste | 1 905 | 70,32 |  |  |
|          |                |                    |       |       |  |  |
| Inscrits | Inscrits       | Inscrits           | 3 441 |       |  |  |
| Votants  | Votants        | Votants            | 2 564 | 74,51 |  |  |
| Exprimés | Exprimés       | Exprimés           | 2 169 | 84,60 |  |  |

*sortant

#### Canton de Saint-Aubin-du-Cormier
Alexandre Lefas a été président du Conseil Général entre 1924 et 1928.
|          | Pierre Morel      | Radical indépendant | 1 252 | 61,10 |  |  |
|          | Alexandre Lefas * | URD                 | 793   | 38,70 |  |  |
|          |                   |                     |       |       |  |  |
| Inscrits | Inscrits          | Inscrits            | 2 256 |       |  |  |
| Votants  | Votants           | Votants             | 2 064 | 91,49 |  |  |
| Exprimés | Exprimés          | Exprimés            | 2 049 | 99,27 |  |  |

*sortant

### Arrondissement de Redon

#### Canton de Redon
| Candidats | Candidats       | Étiquette             | Premier tour | Premier tour | Ballotage | Ballotage |
| Candidats | Candidats       | Étiquette             | Voix         | %            | Voix      | %         |
| --------- | --------------- | --------------------- | ------------ | ------------ | --------- | --------- |
|           | Paul Garnier *  | URD (ex Conservateur) | 1 466        | 46,35        | 1 585     | 48,41     |
|           | Julien Leparoux | Républicain de gauche | 1 234        | 39,01        | 1 687     | 51,53     |
|           | Albert Vibert   | SFIO                  | 460          | 14,64        |           |           |
|           |                 |                       |              |              |           |           |
| Inscrits  | Inscrits        | Inscrits              | 4 191        |              | 4 164     |           |
| Votants   | Votants         | Votants               | 3 209        | 76,57        | 3 295     | 79,13     |
| Exprimés  | Exprimés        | Exprimés              | 3 163        | 98,57        | 3 274     | 99,36     |

*sortant

#### Canton de Guichen
Georges Jaigu (Radical indépendant) élu en 1925 a vu son élection annulé en 1926.
Maurice Huchet de Quénétain (Conservateur) le sortant de 1925 est élu lors de la partielle qui a suivi en 1927.
|          | Maurice Huchet de Quénétain * | Conservateur        | 1 613 | 52,70 |  |  |
|          | Constant Mocquet              | Radical indépendant | 1 443 | 47,14 |  |  |
|          |                               |                     |       |       |  |  |
| Inscrits | Inscrits                      | Inscrits            | 3 664 |       |  |  |
| Votants  | Votants                       | Votants             | 3 112 | 84,94 |  |  |
| Exprimés | Exprimés                      | Exprimés            | 3 061 | 98,36 |  |  |

*sortant

#### Canton de Maure-de-Bretagne
|          | Maurice de Jacquelin * | Conservateur | 1 518 | 87,80 |  |  |
|          |                        |              |       |       |  |  |
| Inscrits | Inscrits               | Inscrits     | 2 480 |       |  |  |
| Votants  | Votants                | Votants      | 1 729 | 69,72 |  |  |
| Exprimés | Exprimés               | Exprimés     | 1 546 | 89,42 |  |  |

*sortant

## Résultats pour les conseils d'arrondissements

### Arrondissement de Rennes

#### Canton de Rennes-Nord-Ouest
- Conseiller sortant : Jean-Baptiste Gautier (Républicain URD) élu depuis 1910, est décédé fin mars 1931.

| Candidats | Candidats        | Étiquette          | Premier tour | Premier tour | Ballotage | Ballotage |  |
| Candidats | Candidats        | Étiquette          | Voix         | %            | Voix      | %         |  |
| --------- | ---------------- | ------------------ | ------------ | ------------ | --------- | --------- |  |
|           | Pierre Fayer     | URD                | 1 680        | 39,29        | 1 897     | 44,40     |  |
|           | Jean Tromeur     | Radical-socialiste | 1 356        | 31,71        | 2 373     | 55,35     |  |
|           | Jacques Gonnon   | SFIO               | 1 135        | 26,54        |           |           |  |
|           | Joseph Chevillon | PC-SFIC            | 104          | 2,43         |           |           |  |
|           |                  |                    |              |              |           |           |  |
| Inscrits  | Inscrits         | Inscrits           | 6 693        |              | 6 693     |           |  |
| Votants   | Votants          | Votants            | 4 340        | 64,84        | 4 353     | 65,04     |  |
| Exprimés  | Exprimés         | Exprimés           | 4 276        | 98,53        | 4 273     | 98,16     |  |

*sortant

#### Canton de Rennes-Sud-Ouest
- Conseiller sortant : Pierre Dubois (Républicain URD), élu depuis 1925.

|          | Francisque Daniel | Radical indépendant | 2 149 | 54,95 |  |  |  |
|          | Pierre Dubois *   | URD-PDP             | 1 260 | 32,22 |  |  |  |
|          | T. Le Taillandier | URD                 | 393   | 10,05 |  |  |  |
|          | Charles Manceau   | PC-SFIC             | 101   | 2,58  |  |  |  |
|          |                   |                     |       |       |  |  |  |
| Inscrits | Inscrits          | Inscrits            | 5 727 |       |  |  |  |
| Votants  | Votants           | Votants             | 3 963 | 69,20 |  |  |  |
| Exprimés | Exprimés          | Exprimés            | 3 911 | 98,69 |  |  |  |

*sortant

#### Canton de Hédé
- Conseiller sortant : François Legendre (Républicain socialiste), élu depuis 1925.

|          | François Legendre | Républicain socialiste | 1 294 | 92,83 |  |  |  |
|          |                   |                        |       |       |  |  |  |
| Inscrits | Inscrits          | Inscrits               | 2 437 |       |  |  |  |
| Votants  | Votants           | Votants                | 1 394 | 57,20 |  |  |  |
| Exprimés | Exprimés          | Exprimés               | 1 314 | 94,26 |  |  |  |

*sortant

#### Canton de Liffré
- Conseiller sortant : Victor Besneux (Républicain de gauche), élu depuis 1925.

|          | Victor Besneux * | Républicain de gauche | 1 662 | 91,98 |  |  |  |
|          |                  |                       |       |       |  |  |  |
| Inscrits | Inscrits         | Inscrits              | 2 441 |       |  |  |  |
| Votants  | Votants          | Votants               | 1 807 | 74,03 |  |  |  |
| Exprimés | Exprimés         | Exprimés              | 1 705 | 94,36 |  |  |  |

*sortant

#### Canton de Saint-Aubin-d'Aubigné
- Conseiller sortant : Toussaint Noury (Républicain URD), élu depuis 1919, qui ne se représente pas.

|          | Amand Brionne | Radical-socialiste    | 1 812 | 60,44 |  |  |  |
|          | Marc Renault  | Républicain de gauche | 1 181 | 39,39 |  |  |  |
|          |               |                       |       |       |  |  |  |
| Inscrits | Inscrits      | Inscrits              | 3 796 |       |  |  |  |
| Votants  | Votants       | Votants               | 3 045 | 80,22 |  |  |  |
| Exprimés | Exprimés      | Exprimés              | 2 998 | 98,46 |  |  |  |

*sortant

### Ancien arrondissement de Montfort

#### Canton de Montfort-sur-Meu
- Conseiller sortant : Julien Marquer (Républicain de gauche), élu depuis 1922.

- Le canton, qui avait perdu un conseiller à la suite de la fusion de l'arrondissement de Montfort avec celui de Rennes en 1928 en retrouve un deuxième lors de ces élections.

|          | Auguste Berthelot | URD      | 2 392 | 89,72 |  |  |  |
|          |                   |          |       |       |  |  |  |
| Inscrits | Inscrits          | Inscrits | 3 504 |       |  |  |  |
| Votants  | Votants           | Votants  | 2 666 | 76,09 |  |  |  |
| Exprimés | Exprimés          | Exprimés | 2 469 | 92,61 |  |  |  |

*sortant

#### Canton de Bécherel
- Conseillers sortants : Aristide Cutté (Républicain de gauche), élu depuis 1925 et Xavier Jehanin (Radical), élu depuis 1921.

- Louis Silard n'est pas candidat.

| Candidats | Candidats        | Étiquette             | Premier tour | Premier tour | Ballotage | Ballotage |  |
| Candidats | Candidats        | Étiquette             | Voix         | %            | Voix      | %         |  |
| --------- | ---------------- | --------------------- | ------------ | ------------ | --------- | --------- |  |
|           | Aristide Cutté * | Républicain de gauche | 973          | 49,14        | 1 111     | 55,06     |  |
|           | Julien Busnel    | URD                   | 928          | 46,87        | 1 030     | 51,04     |  |
|           |                  |                       |              |              |           |           |  |
|           | Xavier Jehanin * | Radical               | 934          | 47,17        | 846       | 41,92     |  |
|           | François Josse   | Radical               | 897          | 45,30        | 799       | 39,59     |  |
|           |                  |                       |              |              |           |           |  |
|           | Louis Silard     | Conservateur          | -            | -            | 73        | 3,62      |  |
|           |                  |                       |              |              |           |           |  |
| Inscrits  | Inscrits         | Inscrits              | 2 304        |              | 2 304     |           |  |
| Votants   | Votants          | Votants               | 2 031        | 88,15        | 2 046     | 88,80     |  |
| Exprimés  | Exprimés         | Exprimés              | 1 980        | 91,83        |           |           |  |

*sortant

#### Canton de Plélan-le-Grand
- Conseillers sortants : Marcel Sicard (URD) et Albert Desbois (Républicain de gauche) qui ne se représente pas, élus depuis 1925.

|          | Marcel Sicard * | URD                   | 2 064 | 85,33 |  |  |  |
|          | Désiré Cherel   | Républicain de gauche | 1 801 | 74,45 |  |  |  |
|          |                 |                       |       |       |  |  |  |
| Inscrits | Inscrits        | Inscrits              | 3 399 |       |  |  |  |
| Votants  | Votants         | Votants               | 2 419 | 71,17 |  |  |  |
| Exprimés | Exprimés        | Exprimés              | 2 302 | 95,16 |  |  |  |

*sortant

#### Canton de Saint-Méen-le-Grand
- Conseiller sortant : Alexandre Villandre (Républicain de gauche) élu depuis 1919.

- Le canton, qui a perdu un conseiller à la suite de la fusion de l'arrondissement de Montfort avec celui de Rennes en 1926-27 en retrouve un supplémentaire.

|          | Mathurin Duval | URD      | 1 451 | 58,06 |  |  |  |
|          | Jean Escolan   | Radical  | 909   | 36,38 |  |  |  |
|          |                |          |       |       |  |  |  |
| Inscrits | Inscrits       | Inscrits | 2 968 |       |  |  |  |
| Votants  | Votants        | Votants  | 2 595 | 87,43 |  |  |  |
| Exprimés | Exprimés       | Exprimés | 2 499 | 96,30 |  |  |  |

*sortant

### Ancien arrondissement de Vitré

#### Canton de Vitré-Ouest
- Conseiller sortant : Pierre Poupard (Conservateur), élu depuis 1925, qui ne se représente pas.

|          | Joseph Henry | Républicain de gauche-Radical | 2 105 | 92,77 |  |  |  |
|          |              |                               |       |       |  |  |  |
| Inscrits | Inscrits     | Inscrits                      | 2 867 |       |  |  |  |
| Votants  | Votants      | Votants                       | 2 269 | 79,14 |  |  |  |
| Exprimés | Exprimés     | Exprimés                      | 2 110 | 92,99 |  |  |  |

*sortant

#### Canton de Vitré-Est
- Conseillers sortants : Alexis Méhaignerie (père) (Conservateur), élu depuis 1925, se présente pour le conseil général.

- Le canton, qui a perdu un conseiller à la suite de la fusion de l'arrondissement de Vitré avec celui de Rennes en 1926-27 en retrouve un.

|          | Jean-Baptiste Bonhomme | URD                   | 1 685 | 59,60 |  |  |  |
|          | Jean Pinson            | Républicain de gauche | 1 008 | 35,66 |  |  |  |
|          |                        |                       |       |       |  |  |  |
| Inscrits | Inscrits               | Inscrits              | 3 340 |       |  |  |  |
| Votants  | Votants                | Votants               | 2 883 | 86,32 |  |  |  |
| Exprimés | Exprimés               | Exprimés              | 2 827 | 98,06 |  |  |  |

*sortant

#### Canton de Châteaubourg
- Conseiller sortant : François Rubin (Conservateur), élu depuis 1913.

|          | François Rubin * | Conservateur | 1 145 | 83,52 |  |  |  |
|          |                  |              |       |       |  |  |  |
| Inscrits | Inscrits         | Inscrits     | 1 683 |       |  |  |  |
| Votants  | Votants          | Votants      | 1 371 | 81,46 |  |  |  |
| Exprimés | Exprimés         | Exprimés     | 1 179 | 86,00 |  |  |  |

*sortant

#### Canton de la Guerche-de-Bretagne
- Conseillers sortants : Émile Hévin (fils) (Républicain ERD), élu depuis 1920.

- Le canton, qui a perdu un conseiller à la suite de la fusion de l'arrondissement de Vitré avec celui de Rennes en 1926-27 en retrouve un supplémentaire.

|          | Jean Peltier | Républicain de gauche-Radical | 2 414 | 89,81 |  |  |  |
|          |              |                               |       |       |  |  |  |
| Inscrits | Inscrits     | Inscrits                      | 3 310 |       |  |  |  |
| Votants  | Votants      | Votants                       | 2 688 | 81,21 |  |  |  |
| Exprimés | Exprimés     | Exprimés                      | 2 475 | 92,08 |  |  |  |

*sortant

#### Canton de Retiers
- Conseillers sortants : Évariste Lasne (Radical) élu depuis 1910 qui ne se représente pas et Félix Brochet (Républicain de gauche), élu depuis 1913.

|          | Félix Brochet *  | Républicain de gauche         | 2 539 | 90,07 |  |  |  |
|          | Marcel Bellanger | Républicain de gauche-Radical | 2 380 | 84,43 |  |  |  |
|          |                  |                               |       |       |  |  |  |
| Inscrits | Inscrits         | Inscrits                      | 3 676 |       |  |  |  |
| Votants  | Votants          | Votants                       | 2 819 | 76,69 |  |  |  |
| Exprimés | Exprimés         | Exprimés                      | 2 680 | 95,07 |  |  |  |

*sortant

### Arrondissement de Saint-Malo

#### Canton de Cancale
- Conseiller sortant : Pierre Turmel (URD-Conservateur), élu depuis 1925 qui ne se représente pas.

|          | Noël Royer | Radical indépendant | 2 133 | 91,66 |  |  |  |
|          |            |                     |       |       |  |  |  |
| Inscrits | Inscrits   | Inscrits            | 4 098 |       |  |  |  |
| Votants  | Votants    | Votants             | 2 327 | 56,78 |  |  |  |
| Exprimés | Exprimés   | Exprimés            | 2 194 | 94,29 |  |  |  |

*sortant

#### Canton de Combourg
- Conseiller sortant : François Lecroc (Radical indépendant), élu depuis 1928.

- Jules Corvaisier () élu depuis 1919 est décédé le 23 octobre 1928. Lors de la partielle du 9 décembre, François Lecroc (Radical indépendant) est élu.

|           | François Lecroc * | Radical indépendant | 1 721 | 75,65 |  |  |  |
|           | Gabriel Lenoir    | SFIO                | 495   | 21,76 |  |  |  |
|           |                   |                     |       |       |  |  |  |
| Inscrits  | Inscrits          | Inscrits            | 3 767 |       |  |  |  |
| Votants   | Votants           | Votants             | 2 442 | 64,83 |  |  |  |
| Exprimés  | Exprimés          | Exprimés            | 2 275 | 93,16 |  |  |  |
| * Sortant |                   |                     |       |       |  |  |  |

#### Canton de Pleine-Fougères
- Conseiller sortant : Louis Goblé (Radical), élu depuis 1928.

- Louis Guyon (Radical) élu depuis 1907, est élu conseiller général lors du renouvellement de 1928. Lors de la partielle pour le remplacer Louis Goblé (Radical indépendant) est élu.

|          | Louis Goblé* | Radical indépendant | 1 375 | 84,62 |  |  |  |
|          |              |                     |       |       |  |  |  |
| Inscrits | Inscrits     | Inscrits            | 3 102 |       |  |  |  |
| Votants  | Votants      | Votants             | 1 625 | 52,39 |  |  |  |
| Exprimés | Exprimés     | Exprimés            | 1 442 | 88,74 |  |  |  |

*sortant

#### Canton de Saint-Servan
- Conseiller sortant : Jules Haize (URD), élu depuis 1924.

| Candidats | Candidats          | Étiquette              | Premier tour | Premier tour | Ballotage | Ballotage |  |
| Candidats | Candidats          | Étiquette              | Voix         | %            | Voix      | %         |  |
| --------- | ------------------ | ---------------------- | ------------ | ------------ | --------- | --------- |  |
|           | Olivier Biard      | URD                    | 1 070        | 46,68        | 1 163     | 57,38     |  |
|           | Théodore Dauvergne | Républicain socialiste | 656          | 28,62        | 864       | 42,63     |  |
|           | Alphonse Desprès   | Radical indépendant    | 566          | 24,70        |           |           |  |
|           |                    |                        |              |              |           |           |  |
| Inscrits  | Inscrits           | Inscrits               | 3 667        |              | 3 667     |           |  |
| Votants   | Votants            | Votants                | 2 354        | 64,19        | 2 098     | 57,21     |  |
| Exprimés  | Exprimés           | Exprimés               | 2 292        | 97,37        | 2 027     | 96,62     |  |

*sortant

### Arrondissement de Fougères
- Il doit y avoir au moins neuf conseillers par arrondissement, celui de Fougères ne comptant que six cantons, trois sièges sont ajoutés aux cantons les plus peuplés.

#### Canton de Fougères-Sud
- Conseillers sortants : Paul Denis (ERD), qui ne se représente pas et Joseph Le Pays du Teilleul (Conservateur), élus depuis 1919.

|          | Louis Langlais               | Conservateur | 1 868 | 69,21 |  |  |  |
|          | Joseph Le Pays du Teilleul * | Conservateur | 1 849 | 68,51 |  |  |  |
|          |                              |              |       |       |  |  |  |
|          | Jean Huard                   |              | 778   | 28,83 |  |  |  |
|          |                              |              |       |       |  |  |  |
| Inscrits | Inscrits                     | Inscrits     | 4 261 |       |  |  |  |
| Votants  | Votants                      | Votants      | 2 807 | 65,88 |  |  |  |
| Exprimés | Exprimés                     | Exprimés     | 2 699 | 96,15 |  |  |  |

*sortant

#### Canton d'Antrain
- Conseillers sortants : Jean-Louis Berthelot (Républicain de gauche) élu depuis 1919.

- À la suite du recensement de 1926 le canton perd un conseiller au profit de celui de Saint-Brice-en-Coglès. Il en retrouve un supplémentaire en 1931.

|          | Raoul Lahogue | Républicain de gauche | 2 103 | 82,96 |  |  |  |
|          |               |                       |       |       |  |  |  |
| Inscrits | Inscrits      | Inscrits              | 3 441 |       |  |  |  |
| Votants  | Votants       | Votants               | 2 535 | 73,67 |  |  |  |
| Exprimés | Exprimés      | Exprimés              | 2 229 | 87,93 |  |  |  |

*sortant

#### Canton de Louvigné-du-Désert
- Conseiller sortant : Édouard Lucas (URD-PDP), élu depuis 1919.

|          | Édouard Lucas * | URD - PDP | 1 469 | 70,80 |  |  |  |
|          | Jean Patin      | SFIO      | 596   | 28,72 |  |  |  |
|          |                 |           |       |       |  |  |  |
| Inscrits | Inscrits        | Inscrits  | 2 876 |       |  |  |  |
| Votants  | Votants         | Votants   | 2 181 | 75,83 |  |  |  |
| Exprimés | Exprimés        | Exprimés  | 2 075 | 95,14 |  |  |  |

*sortant

#### Canton de Saint-Brice-en-Coglès
- Conseiller sortant : Julien Loyzance (Républicain de gauche-Radical), élu depuis 1922.

|          | Julien Loyzance * | Républicain de gauche-Radical | 1 626 | 54,04 |  |  |  |
|          | Joseph Lorre      | URD                           | 1 378 | 45,80 |  |  |  |
|          |                   |                               |       |       |  |  |  |
| Inscrits | Inscrits          | Inscrits                      | 3 388 |       |  |  |  |
| Votants  | Votants           | Votants                       | 3 048 | 89,97 |  |  |  |
| Exprimés | Exprimés          | Exprimés                      | 3 009 | 98,72 |  |  |  |

*sortant

### Arrondissement de Redon
- Il doit y avoir au moins neuf conseillers par arrondissement, celui de Redon ne comptant que sept cantons, deux sièges sont ajoutés à chacun des cantons les plus peuplés.

#### Canton de Bain-de-Bretagne
- Conseillers sortants : Jules Jouin (Radical indépendant), élu depuis 1907 et Jean Perrin (Républicain de gauche), élu depuis 1919.

|          | Jules Jouin * | Radical indépendant   | 2 042 | 86,38 |  |  |  |
|          | Jean Perrin * | Républicain de gauche | 1 928 | 81,56 |  |  |  |
|          |               |                       |       |       |  |  |  |
| Inscrits | Inscrits      | Inscrits              | 4 137 |       |  |  |  |
| Votants  | Votants       | Votants               | 2 364 | 57,14 |  |  |  |
| Exprimés | Exprimés      | Exprimés              | 2 178 | 92,13 |  |  |  |

*sortant

#### Canton de Grand-Fougeray
- Conseiller sortant : Henri de Gouyon (Conservateur), élu depuis 1913.

|          | Henri de Gouyon * | Conservateur | 1 004 | 79,09 |  |  |  |
|          |                   |              |       |       |  |  |  |
| Inscrits | Inscrits          | Inscrits     | 1 824 |       |  |  |  |
| Votants  | Votants           | Votants      | 1 182 | 64,80 |  |  |  |
| Exprimés | Exprimés          | Exprimés     | 1 004 | 79,09 |  |  |  |

*sortant

#### Canton de Pipriac
- Conseiller sortant : Jean du Bouéxic de la Driennays (Conservateur), élu depuis 1925.

|          | Auguste Thomas                    | URD          | 1 741 | 56,97 |  |  |  |
|          | Jean du Bouéxic de la Driennays * | Conservateur | 1 313 | 42,97 |  |  |  |
|          |                                   |              |       |       |  |  |  |
| Inscrits | Inscrits                          | Inscrits     | 3 999 |       |  |  |  |
| Votants  | Votants                           | Votants      | 3 112 | 77,82 |  |  |  |
| Exprimés | Exprimés                          | Exprimés     | 3 056 | 98,20 |  |  |  |

*sortant

#### Canton du Sel-de-Bretagne
- Conseiller sortant : Pierre Pilard (Républicain de gauche), élu depuis 1919.

|          | Pierre Pilard * | Républicain de gauche | 725   | 72,65 |  |  |  |
|          | Théophile Hurel | Radical indépendant   | 271   | 27,15 |  |  |  |
|          |                 |                       |       |       |  |  |  |
| Inscrits | Inscrits        | Inscrits              | 1 466 |       |  |  |  |
| Votants  | Votants         | Votants               | 1 056 | 72,03 |  |  |  |
| Exprimés | Exprimés        | Exprimés              | 998   | 94,51 |  |  |  |

*sortant